# Engynoma
Engynoma is een geslacht van wantsen uit de familie van de Tingidae (Netwantsen). Het geslacht werd voor het eerst wetenschappelijk beschreven door Carl John Drake in 1942.

## Soorten
Het genus bevat de volgende soorten:

- Engynoma angulata (Hacker, 1929)
- Engynoma deaba Drake, 1942
- Engynoma immaculata Drake, 1942
- Engynoma isolata Drake & Ruhoff, 1929
- Engynoma spinicollis (Horváth, 1925)
- Engynoma tasmaniae (Drake & Poor, 1937)